# 小栗満重
小栗 満重（おぐり みつしげ、? - 応永30年（1423年）（※没年には異説あり））は、室町時代前期から中期にかけての武将。常陸国真壁郡小栗を領した常陸小栗氏の当主。通称は孫次郎。官途名は常陸介。

## 生涯

### 人物
初代鎌倉公方・足利基氏の偏諱を受けたとみられる小栗基重（もとしげ）の子（次男か）として生まれる。兄・小栗満弘（みつひろ、初め重弘）と同様、第2代鎌倉公方・足利氏満（基氏の子）より偏諱を受けて満重と名乗り、兄・満弘から家督を継承したものとみられる。ここまでの具体的な年は不明である。
常陸小栗氏は常陸国（すなわち関東地方）の武士であるが、鎌倉府（鎌倉公方）の管轄国内の武士でありながら室町幕府の公方（征夷大将軍）と直接主従関係を結ぶ京都扶持衆となり、たびたび反鎌倉公方活動を行っていた一族であった。

### 鎌倉公方への反乱
氏満の孫である足利持氏が第4代鎌倉公方に就任してまもない頃を狙ったのであろうか、応永18年（1411年）10月、満重は持氏に叛して兵を挙げた。これに対し持氏は当初、小山満泰（持政の父）を討伐軍として派遣したが、満重はこれを撃退することに成功する。
その後の同23年（1416年）の上杉禅秀の乱でも鎌倉公方への反抗姿勢を崩さず、禅秀側に与したが、敗北して降伏した。しかし戦後に持氏から所領の大部分を没収されたことを恨んだ満重は、同25年（1418年）、同29年（1422年）と再度持氏への反乱を起こす。後者では宇都宮持綱・桃井宣義・佐々木基清らと共謀して反乱を起こし、一時は下総結城城を奪うなどした。しかし反乱の長期化・強大化を懸念した持氏が翌応永30年（1423年）に大軍を率いて自ら出陣すると、反乱軍はたちまち崩壊し、満重も居城の小栗城で自刃して果てた（小栗満重の乱）。一説には満重ただ一人脱出し、三河に逃れて生き延びたともいわれる。
遺子（一説に弟とも）の小栗助重（すけしげ）は、持氏の死後に起きた結城合戦で戦功を挙げて旧領への復帰を許されたが、康正元年（1455年）、享徳の乱の最中で第5代鎌倉公方・足利成氏（持氏の子）の攻撃を受けて本貫地である小栗御厨荘（現在の茨城県筑西市）を失ってしまい、その後は出家して宗湛と号して、8代将軍・足利義政の絵師として活躍した。